# برگنتس
شهر برگنتس (به آلمانی: Bregenz) در استان فورآرلبرگ با جمعیت ۲۷٬۱۴۸ نفر در غرب کشور اتریش واقع شده‌است. برگنتس در کرانه جنوب شرقی دریاچه کنستانس قرار دارد.
شهرت این شهر بخاطر فستیوال موسیقی سالانه ای است که در آن برگزار می‌شود.